# غياث الدين عوض الخلجي
كان غياث الدين عوض الخلجي (المعروف أيضاً باسم حسام الدين عوض الخلجي) حاكم البنغال في 1208-1210 ومرة أخرى في 1212-1227. 

## التاريخ
تولى السلطة في عام 1208 أثناء الاقتتال بين الخلجيين وحكم لمدة عامين حتى تم التخلص منه من قبل علي مردان الخلجي في عام 1210. ولكن بعد وفاة علي مردان الخلجي تولى السلطة مرة أخرى في عام 1212 وتولى منصب باسم غياث الدين عوض شاه. 
استمرحكم غياث الدين عوض الخلجي لمدة 15 عامًا وأقام السلام في البنغال. نقل العاصمة من ديفكوت إلى غور. لقد أعد بحرية قوية للبنغال. قام غياث الدين عوض الخلجي بحملات على المناطق المجاورة والبنغال الشرقية، وجعل كاماروبا (آسام)، تيرهوت (شمال بيهار) وأوتكالا (شمال أوريسا) ولاياته التابعة له.
اعتُبر غياث الدين عوض الخلجي في بيهار بمثابة تهديد لسلطنة المماليك بدلهي، وقرر سلطان دلهي التتمش تحجيمه. في 1224 غزا التتمش البنغال. تواجه الجيشان في تيليهارا بيهار. هُزمت قوات غياث الدين عوض الخلجي المشاة والبحرية ومشاة البحرية. أعطى 8,000,000 تاكا و 38 فيلة الحرب إلى التتمش واضطر إلى ضرب العملات المعدنية باسم التتمش. 
ولكن مع انسحاب التتمش، أعلن غياث الدين عوض الخلجي مرة أخرى الاستقلال وغزا شرق البنغال لسحق التمرد. غزا التتمش مرة أخرى البنغال في عام 1226 وهزمه. وقد قُتل غياث الدين إيواج الخلجي ورجاله في المعركة وأصبحت البنغال من مقاطعات السلطنة المملوكية (دلهي).

## مسيرته
عوض الخلجي (H 609-624 / 1212-1227 م) سلطان مملكة لاخناوتي (غور) من 609-624 هـ الموافق 1212 إلى 1227 م. نجل حسين وأصله متواضع من جارمسير في شمال أفغانستان، وكان اسمه الأصلي حسام الدين عوض الخلجي. يقال إنه في حياته المبكرة كان سائقًا يحمل حمولات إلى أماكن بعيدة. خلال إحدى هذه الرحلات أسعد بعض مشايخ الصوفية بالطعام والشراب وباركوه وأمروه بالذهاب إلى هندوستان. 
في الطريق التقى «عوض» ببختيار الخلجي ووصلوا إلى الهند عام 1195 م. قام بدور قيادي في الهجوم على أوداندبورا فيهارا كنائب لبختيار. لفتت مآثره في بيهار انتباه بختيار الذي، بعد غزو لاخناوتي، منح عوض قرية كانغوري، التي تقع جنوب شرق ديكوت (ديوكوت أو ديفيكوت). 
تلا موت بختيار نزاع داخلي بين مساعديه. في هذا المنعطف الحرج قماز الرومي، حاكم عودا غزا البنغال بأمر من السلطان. رحب إيواج، رجل السياسة العملي، بالجيش الإمبراطوري. الرومي، بعد أن نجح في تسوية شؤون البنغال، قام بتثبيته كتابع لدلهي وتوجه إلى عودا. احتفظ عِواج بهذا المنصب حتى ظهر علي مردان الخلجي في البنغال في عام 1210 باعتباره نائبًا لسلطنة دلهي. عند وصول علي مردان، تقاعد عوض من منصبه حيث تولى مسؤولية المقاطعة إلى علي ماردان. إلا أن سياسته في الدم والحديد سرعان ما جعلت علي مردان غير محبوب. مستفيدًا من هذا الموقف، نظّم عوض النبلاء الخلجيين الساخطين، وقتل علي مردان وصعد على عرش البنغال بلقب السلطان غياث الدين عوض الخلجي في عام 1212 م. 
سرعان ما عزز عوض الخلجي سلطته في لاخناوتي. استذكر النبلاء الخليجيين الذين نفاهم علي مردان، عالج معاناتهم ونجح في كسب الجنود الأتراك إلى جانبه. كانت إحدى أولى خطواته إعادة نقل العاصمة من دفكوت إلى لاخناوتي حيث بنى مدينة جديدة بالكامل. عند الغرب من هذه المدينة، تدفق النهر. من أجل الدفاع أرفق خلفي الجوانب الثلاثة الأخرى من العاصمة بشارع ترابي عالٍ. إلى جانب ذلك، مع نفس الغرض، بنى مدينة حصن في باسانكوت المتاخمة للعاصمة. كان عوض أول من أدرك أهمية البحرية لدولة نهرية مثل البنغال، وقام ببناء أسطول من قوارب الحرب لمواجهة أي عدوان. للدفاع وكذلك لأغراض إدارية، فقد ربط العاصمة مع مدينتي ديفكوت ولخنور النائية عن طريق جسر مع عبارات على نهر الجانج والأنهار الأخرى. من أجل حماية مملكته من الفيضانات السنوية، قام ببناء سلسلة من السدود ذات الجسور المقوسة. 
بعد إحلال السلام في لاخناوتي، وجه عوض الخلجي انتباهه نحو توسيع مملكته نحو الجنوب والشرق. يقول المؤرخ منهاج السراج إنه غزا لكنور وضمها إلى مملكته وأسر العديد من الأفيال، وجاء بالكثير من الثروة والكنوز بيده وقام بنشر أمراءه هناك. يبدو أن ولايات جاجناغار وبانغ وكامروب وتيرهوت المجاورة أرسلت جميعها الجزية إلى غياث الدين عوض الخلجي. 
أصدر السلطان غياث الدين عوض الخلجي عملات معدنية وقرأ الخطبة باسمه. من أجل تحقيق الاستقرار في موقفه السياسي ضد السلطان التتمش حاول إظهار صلته مع عائلة غزنة الحاكمة في غزنة. إلى جانب ذلك، استحضر اسم خليفة بغداد على عملاته المعدنية. كان الهدف الرئيسي من استدعاء اسم الخليفة هو تعزيز موقعه في أعين السكان المحليين ووضع نفسه مساوياً لسلطان دلهي. بنفس القدر من الأهمية كانت تدابيره لرفعة الإسلام في البلاد. على العملات المعدنية وصف نفسه بأنه «مساعد أمير المؤمنين». كما قدم الرعاية لأهل العلم والمتعلمين وبنى عددًا من المساجد. لقد أعطى منح مالية للخير بين العلماء والمشايخ والأزواج. 
ما زال سلاطين دلهي يلقون دائمًا عيونهم على البنغال. وبالتالي، عندما بدأ عوض العمل كحاكم مستقل، انزعج التتمش. بعد أن تحرر من مشاكله الداخلية والغزوات المغولية حتى قام التتمش بمسيرة مع جيش كبير لجلب بيهار والبنغال تحت سيطرته. استحوذ على بيهار دون معارضة في عام 1225. ارتقى عوض الخلجي إلى هذه المناسبة وانتقل من عاصمته مع جيشه وأسطوله لمنع الجيش الإمبراطوري من عبور نهر الغانج. ربما أعطى مقاومة للجيش الإمبراطوري في ممر تيليجاري بتلال راج محل. وفقًا لما قاله المؤرخ منهاج السراج، تم إبرام معاهدة بين الجانبين، وكان على عوض دفع تعويض مقداره ثمانين لكه تانكاس وثمانية وثلاثين فيلًا. اعترف عوض بسلطة سلطان دلهي وتعهد بقراءة الخطبة وإصدار العملات المعدنية باسمه. من ناحية أخرى، سمح سلطان دلهي لعوض الخلجي بالاحتفاظ بحكومة لاخناوتي. 
ترك التتمش علاء الدين جاني المسؤول عن بيهار وعاد إلى دلهي. لكن بالكاد أدار ظهره عندما طرد عوض علاء الدين جاني من بيهار وشن المزيد من الاعتداءات. أدرك عوض الخلجي بحق أن التتمش سيعود بالتأكيد لمهاجمة البنغال مرة أخرى. في غضون ذلك، نشأت حالة فوضوية في عودا بسبب الطفرة الخطيرة للهندوس. أرسل التتمش ابنه الأكبر ناصر الدين محمود لإخماد التمرد. بافتراض أن الأمر سيستغرق بعض الوقت حتى يهاجم الأمير البنغال بسبب انشغاله في عودا، فقد سار باتجاه البنغال الشرقية في عام 1227 م تاركًا عاصمته غير محمية. ناصر الدين، مع ذلك، انطلق مفاجأة للبنغال من عودا. عاد عوض الخلجي على عجل وخاض معركة ضارية مع قوات دلهي بالقرب من لاخناوتي، لكنه هزم. وهكذا انتهى نظام السلطان غياث الدين عوض الخلجي الهام والبناء الذي ساهم في توطيد الحكم الإسلامي في البنغال في مرحلته الأولى. 
| سبقه محمد شيران الخلجي | السلالة الخلجية في البنغال 1208-1210 (فترة الحكم الأولى) 1212-1227 (فترة الحكم الثانية) | تبعه الأول:- علي مردان الخلجي الثاني:- ناصر الدين محمود بن التتمش من مماليك الهند |